# 金鐘獎廣播生活風格節目主持人獎得獎列表
廣播金鐘獎生活風格節目主持人獎是由文化部影視及流行音樂產業局在臺灣舉辦的現行頒發獎項，前身為綜合節目主持人獎。

## 歷屆得獎暨入圍名單
|  | 獲獎者 |

### 生活風格節目主持人獎（第54屆～至今）
| 年度 （屆數）   | 廣播作品 |
| --------------- | --- |
| 2019 （第54屆） | 流氓阿德／《全世界最亮的光》／財團法人中央廣播電臺                                                                          |
| 2019 （第54屆） | 文賢【方文賢】／《家庭保健室family show show》／財團法人佳音廣播電台                                                        |
| 2019 （第54屆） | 蔣偉文／《蔣公廚房》／中國廣播股份有限公司                                                                                  |
| 2019 （第54屆） | 溫士凱、孫佳玲／《客莊花路米》／漢聲廣播電臺                                                                                |
| 2019 （第54屆） | 蕭彤雯／《生活同樂會》／飛碟廣播股份有限公司                                                                                |
| 2020 （第55屆） | 蘇筠、果果／《食隨滋味》／內政部警政署警察廣播電臺                                                                          |
| 2020 （第55屆） | 大米【林瓊美】／《農民食堂開飯了》／國立教育廣播電臺                                                                        |
| 2020 （第55屆） | 吳若權／《媒事來哈啦》／財團法人富邦文教基金會                                                                              |
| 2020 （第55屆） | 舞賽．古拉斯／《島嶼文創村》／財團法人原住民族文化事業基金會                                                                |
| 2020 （第55屆） | 流氓阿德（黃永德）／《全世界最亮的光》／財團法人中央廣播電臺                                                                |
| 2021 （第56屆） | 梁瓊丹、陽氏萃恆／《哈囉！聽見東南亞》／姊妹傳播事業有限公司                                                                |
| 2021 （第56屆） | Elsa【陳思穎】、徐梅／《臺灣練習曲》／內政部警政署警察廣播電臺                                                              |
| 2021 （第56屆） | 吳若權／《媒事來哈啦》／財團法人富邦文教基金會                                                                              |
| 2021 （第56屆） | 豆子【賀正邦】／《MIDNIGHT YOU & ME》／中國廣播股份有限公司                                                                 |
| 2021 （第56屆） | 蕭彤雯／《生活同樂會》／飛碟廣播股份有限公司                                                                                |
| 2022 （第57屆） | 阿光【游湧志】／《今夜，遇見小王子》／大千廣播電台股份有限公司                                                              |
| 2022 （第57屆） | 小風【周璟慧】／《地方創生實驗室》／國立教育廣播電臺                                                                        |
| 2022 （第57屆） | 李思瑩／《思聲活。有意思》／國立教育廣播電臺                                                                                |
| 2022 （第57屆） | 果果【郭婉婷】／《聽首歌，在路上》／內政部警政署警察廣播電臺                                                                |
| 2022 （第57屆） | 黃丹尼【黃柏文】／《幽浮Sports秀》／飛碟廣播股份有限公司                                                                    |
| 2023 （第58屆） | 溫士凱／《Danny的市場肚》／環宇廣播事業股份有限公司                                                                         |
| 2023 （第58屆） | Jacky【陳昱豪】、Jane【張璟宜】、Sylvie【李宛儒】、阿謙【徐瑋謙】、小白【王維淳】／《原是一家人》／內政部警政署警察廣播電臺 |
| 2023 （第58屆） | 小宛【宛志蘋】／《聽聲漫遊》／臺北廣播電臺                                                                                  |
| 2023 （第58屆） | 豆子【賀正邦】／《Midnight You & Me》／中國廣播股份有限公司                                                                 |
| 2023 （第58屆） | 黃賽音、梁瓊丹／《哈囉！聽見東南亞》／姊妹傳播事業有限公司                                                                  |
| 2024 （第59屆） | 一顆梨子【羅亦娌】、阿凱翔【張凱翔】／《劇透客語》／環宇廣播事業股份有限公司                                                |
| 2024 （第59屆） | 張啟樂／《台味超有港》／財團法人中央廣播電臺                                                                                |
| 2024 （第59屆） | 林清盛／《熱情東海岸》／財團法人太魯閣之音廣播事業基金會                                                                    |
| 2024 （第59屆） | 阿光【游湧志】／《今夜遇見小王子》／大千廣播電台股份有限公司                                                                |
| 2024 （第59屆） | 黃賽音、梁瓊丹／《哈囉！聽見東南亞》／姊妹傳播事業有限公司                                                                  |
| 2025 （第60屆） | |
|                 | |
|                 | |
|                 | |
|                 | |

## 外部連結
- 廣播電視金鐘獎官方網站 （页面存档备份，存于）
- 歷屆廣播金鐘獎得獎入圍名單 （页面存档备份，存于），文化部影視及流行音樂產業局